# Antropologie města
Antropologie města (také urbánní etnologie, etnologie města nebo urbánní antropologie) představuje výzkumnou orientaci v antropologii využívající antropologických metod a technik ke studiu kultury současných městských společností. Rozšíření výzkumného záběru antropologie o problematiku studia komplexních společností souvisí s proměnami tradiční kultury přírodních národů v procesu akulturace a s odhalením důsledků urbanizace a industrializace pro sociokulturní přeměny společnosti. Jedná se o studium kultury v městském prostředí. Zkoumají se rozličné oblasti hmotné i duchovní kultury jako jsou např. vazby bydlištěm a pracovištěm, vazby mezi lidmi, folklorní projevy (fámy, pověsti, anekdoty, nápisy na zdech), religiozita, zvykosloví, etnicita, migrace, zdraví, ekonomika, subkultury, život na sídlištích, fenomén chalupářství apod.

## Historie oboru
Oblast urbánní antropologie byla antropology rozvíjena od 40. let 20. století. Počátky vědeckého zájmu o městské prostředí spadají již do 20. let 20. století a jsou spojeny s Chicagskou sociologickou školou. Etnologická bádání probíhala od 60. let 20. století, kdy vznikaly první práce zabývající se životem dělnické třídy v Praze, Brně, Ostravě, Bratislavě. Prvními domácími etnology zpracovávajícími problematiku městské kultury byly Olga Skalníková, Karel Fojtík, Václav Frolec.